# مبادرة الشفافية في مجال الصناعات الاستخراجية
مبادرة الشفافية في مجال الصناعات الاستخراجية (EITI) هي معيار عالمي للحكم الرشيد للنفط والغاز والموارد المعدنية. تسعى إلى معالجة قضايا الحوكمة الرئيسية في القطاعات الاستخراجية.
يتطلب معيار هذه المبادرة إلى معلومات على طول سلسلة القيمة للصناعة الاستخراجية من نقطة الاستخراج، إلى كيفية وصول الإيرادات إلى طريقها عبر الحكومة ومساهمتها في الاقتصاد.
وهذا يشمل كيفية تخصيص وتسجيل التراخيص والعقود، ومن هم المستفيدون من تلك العمليات، وما هي الترتيبات المالية والقانونية، وكم يتم إنتاجه، وكم يدفع، ومكان تخصيص الإيرادات، ومساهماته في الاقتصاد، بما في ذلك العمالة.
يتم تطبيق المعيار في 52 دولة حول العالم. مطلوب من كل دولة من هذه الدول نشر تقرير سنوية للمبادرة للكشف عن معلومات حول: العقود والتراخيص والإنتاج وتحصيل الإيرادات وتخصيص الإيرادات والإنفاق الاجتماعي والاقتصادي.
تم إطلاق مبادرة شفافية الصناعات الاستخراجية (EITI) لأول مرة في سبتمبر 2002 من قبل رئيس الوزراء البريطاني آنذاك، توني بلير خلال القمة العالمية للتنمية المستدامة في جوهانسبرغ، بعد سنوات من النقاش الأكاديمي، وكذلك الضغط من قبل المجتمعات المدنية والشركات، بشأن إدارة الإيرادات الحكومية من الصناعات الاستخراجية. على وجه الخصوص، تم إنشاء المبادرة لتكون إجابة للمناقشات العامة حول «لعنة الموارد».